# Esslingen, Zürich
Esslingen är en ort i kommunen Egg i kantonen Zürich i Schweiz. Den ligger cirka 15,5 kilometer sydost om centrala Zürich. Orten har 1 943 invånare (2021).
Esslingen är slutstation för den 16 kilometer långa järnvägen Forchbahn från Zürich.